# Coelacanth
Coelacanth (シーラカンス?, Shiirakansu) è un manga del 2007 scritto e disegnato da Kayoko Shimotsuki.

## Trama
Hisano Satomi è una ragazza che ha perso l'intera sua famiglia nell'incendio del proprio appartamento, che secondo le indagini risultò essere doloso. Tra i sospettati dell'orribile azione era presente un misterioso ragazzo, Yukinari Yanagi, che Hisano incrociò mentre stava per rientrare a casa. Dieci anni più tardi l'incubo sembra rientrare nella vita della ragazza: uno dei suoi professori viene infatti ucciso, e il ragazzo rifà la sua comparsa. Se da un lato Hisano si innamora del giovane, dall'altro riesce anche a provare la sua innocenza: la colpevole era infatti Kurumi Shimizu, una donna che lo accompagnava cercando di manipolarlo.

## Manga

### Volumi
| 1 | 13 maggio 2008                                                              | ISBN 978-4-06-341576-6 | 22 settembre 2012 | ISBN 978-8-86-468889-3 |
| 1 | Capitoli - 1. Neve - 2. Pesce - 3. Scaglie - 4. Unghie - 5. Speciale. Palla |                        |                   |                        |
| 2 | 12 settembre 2008                                                           | ISBN 978-4-06-341591-9 | 20 ottobre 2012   | ISBN 978-8-86-468890-9 |
| 2 | Capitoli - 6. Destino - 7. Bugie - 8. Montagna - Ultimo capitolo. Fiori     |                        |                   |                        |